# Premios Morosoli
Los premios Morosoli fueron creados para galardonar la cultura de Uruguay. Son otorgados anualmente por la Fundación Lolita Rubial. Tienen como objetivo expresar el reconocimiento de la sociedad de la ciudad de Minas a la cultura nacional uruguaya, a la vez que generar un encuentro anual que propicie la reflexión conjunta y celebre los valores humanistas, promoviendo la educación y la investigación como herramientas para sentar las bases del Uruguay del futuro.

## Historia
Como forma de homenajear al uruguayo Juan José Morosoli, se crea en 1991 la medalla Morosoli, símbolo del movimiento cultural minuano, y, en 1995, la estatuilla Morosoli y el Premio Morosoli, homenaje a la cultura uruguaya, buscando distinguir a personas e instituciones que, por su trayectoria, méritos y aportes a la cultura uruguaya, se entiendan merecedora de tal distinción. Estos galardones son entregados anualmente por la Fundación Lolita Rubial. Desde 1995 se celebra anualmente la entrega de Premios Morosoli el último sábado de noviembre, en el Teatro Lavalleja en Minas. Fue declarada de interés por el Ministerio de Educación y Cultura, el Ministerio de Turismo y la Intendencia de Lavalleja.
Los premios que otorga actualmente son: el Premio Morosoli de oro (único por año), plata (por área), bronce (jóvenes), Institucional y Medalla en Homenaje (fallecidos).